# Список глав Бурунди
Список глав Бурунди включает лиц, являвшихся главой государства Бурунди с момента основания около 1680 года королевства народа рунди и в последующий период развития бурундийского государства, включая европейское господство и независимую Республику Бурунди.
В настоящее время главой государства Бурунди является Президент Республики (рунди Umukuru w'Igihugu, фр. Président de la République). Согласно действующей редакции конституции, президент избирается всенародным голосованием на 7 лет с правом однократного переизбрания. Глава государства является гарантом нормального и непрерывного функционирования государственных органов, национальной независимости и территориальной целостности, следит за сохранением и уважением национального суверенитета как внутри страны, так и за её пределами, является гарантом национального единства. В случае вакантности поста обязанности президента исполняет председатель Национального собрания.
Использованная в первом столбце таблиц нумерация является условной; также условным является использование в первом столбце цветовой заливки, служащей для упрощения восприятия принадлежности лиц к различным политическим силам без необходимости обращения к столбцу, отражающему партийную принадлежность. Ввиду особенности социально-политического устройства бурундийского общества после имени на русском языке указаны надстрочные знаки «Т» и «Х», означающие принадлежность лиц к общностям тутси и хуту соответственно. В столбце «Выборы» отражены состоявшиеся выборные процедуры или иные основания получения полномочий. Для удобства список разделён на принятые в историографии периоды истории страны. Приведённые в преамбулах к каждому из разделов описания этих периодов призваны пояснить особенности её политической жизни.

## Королевство Бурунди (1680—1966)
Территория современного Бурунди первоначально была заселена автохтонным населением — тва, являвшимися охотниками и собирателями. С I тысячелетия н. э. на эти земли начали переселяться земледельческие бантуязычные племена хуту, которые постепенно вытеснили тва в лесные районы. В XIII—XIV веках в регион прибыли кочевники-скотоводы тутси. Постепенно они перешли к ведению земледельческо-скотоводческого хозяйства и заняли господствующее положение в социальной и политической структуре региона. К XVI веку тутси основали на территории Бурунди раннегосударственное образование, превратившееся впоследствии в централизованную монархию — Королевство Бурунди (рунди Ingoma y'Uburundi). Одним из её основателей считается Нтаре Рушатси (Нтаре I или III), заложивший династические основы власти мвами — верховного правителя государства (начиная с эпохи колониализма, переводившегося как «король»).
Социальная структура доколониального Бурунди отличалась высокой сложностью. Верховную власть удерживали тутси, однако политическое посредничество между правящей династией и народом осуществлялось через княжеский класс — ганва, состоявший из потенциальных наследников престола. При этом идентификация личности как хуту или тутси была подвижной и во многом зависела от социального и экономического положения. Несмотря на внешние физические различия (тутси традиционно считались высокими и светлокожими, хуту — более коренастыми и темнокожими), обе группы говорили на общем языке — рунди, и принадлежность к той или иной группе могла меняться в зависимости от богатства: состоятельный хуту мог быть признан как тутси, а обедневший тутси — как хуту.
В период колонизации Африки европейцы проникли на территорию современного Бурунди лишь во второй половине XIX века. В 1890 году территория Бурунди вместе с Руандой и Танганьикой вошла в состав Германской Восточной Африки. В период Первой мировой войны эти земли были оккупированы Бельгией, а в 1922 году Лига Наций передала Бельгии мандат на управление Руандой-Урунди. Бельгийская администрация сохранила доколониальное этносоциальное деление, включив представителей знати тутси в структуру административного управления. В 1946 году Руанда-Урунди была преобразована в подопечную территорию ООН под управлением Бельгии. 1 июля 1962 года, в соответствии с решением ООН, бельгийская опека над Руандой-Урунди была прекращена, и была провозглашена независимость королевства Бурунди. Политическое доминирование в стране закрепилось за представителями этнической группы тутси. В 1966 году в результате военного переворота монархия была упразднена и провозглашена Республика Бурунди.
| Портрет         | Имя (годы жизни)                                                                                   | Правление      | Правление                                                 | Наименование титула                                       | Пр.           |
| Портрет         | Имя (годы жизни)                                                                                   | Начало         | Окончание                                                 | Наименование титула                                       | Пр.           |
| --------------- | -------------------------------------------------------------------------------------------------- | -------------- | --------------------------------------------------------- | --------------------------------------------------------- | ------------- |
|                 | Нтаре IIIТ (?—1709) рунди Ntare III                                                                | 1680           | 1709                                                      | Король Бурунди рунди Umwami y'Uburundi фр. Roi du Burundi | [ 4 ]         |
|                 | Мвези IIIТ (?—1739) рунди Mwezi III                                                                | 1709           | 1739                                                      | Король Бурунди рунди Umwami y'Uburundi фр. Roi du Burundi | [ 5 ]         |
|                 | Мутага IIIТ (?—1767) рунди Mutaga III                                                              | 1739           | 1767                                                      | Король Бурунди рунди Umwami y'Uburundi фр. Roi du Burundi | [ 6 ]         |
|                 | Мвамбутса IIIТ (?—1796) рунди Mwambutsa III                                                        | 1767           | 1796                                                      | Король Бурунди рунди Umwami y'Uburundi фр. Roi du Burundi | [ 7 ]         |
|                 | Нтаре IVТ (?—1850) рунди Ntare IV                                                                  | 1796           | 1850                                                      | Король Бурунди рунди Umwami y'Uburundi фр. Roi du Burundi | [ 8 ]         |
|                 | Мвези IVТ (1840—1908) рунди Mwezi IV                                                               | 1850           | 21 августа 1908                                           | Король Бурунди рунди Umwami y'Uburundi фр. Roi du Burundi | [ 9 ]         |
|                 | Мутага IVТ (1892—1915) рунди Mutaga IV                                                             | 1908           | 30 ноября 1915                                            | Король Бурунди рунди Umwami y'Uburundi фр. Roi du Burundi | [ 10 ]        |
|                 | Мвамбутса IVТ (1912—1977) рунди Mwambutsa IV                                                       | 30 ноября 1915 | 8 июля 1966                                               | Король Бурунди рунди Umwami y'Uburundi фр. Roi du Burundi | [ 11 ] [ 12 ] |
|                 | Нтаре VТ (1947—1972) рунди Ntare V (до 1 сентября 1966 года — Шарль Ндизейе рунди Charles Ndizeye) | 8 июля 1966    | 1 сентября 1966                                           | Королевский принц Бурунди фр. Prince Royal du Burundi     | [ 13 ] [ 12 ] |
| 1 сентября 1966 | Нтаре VТ (1947—1972) рунди Ntare V (до 1 сентября 1966 года — Шарль Ндизейе рунди Charles Ndizeye) | 28 ноября 1966 | Король Бурунди рунди Umwami y'Uburundi фр. Roi du Burundi |                                                           | [ 13 ] [ 12 ] |

## Республика Бурунди (с 1966)
8 июля 1966 года наследный принц Шарль Ндизейе при поддержке армии во главе с полковником Мишелем Мичомберо сверг своего отца и 1 сентября взошёл на престол под именем Нтаре V. Мичомберо занял пост премьер-министра, однако уже 28 ноября совершил новый переворот, провозгласил страну Республикой Бурунди (рунди Repuburika y'Uburundi, фр. République du Burundi) и стал её первым президентом. Единственной легальной партией стал Союз за национальный прогресс (УПРОНА). В 1972 году монархисты-тутси при поддержке хуту предприняли неудачную попытку переворота, в ходе подавления которой погибло от 80 до 200 тысяч человек (преимущественно хуту). Более 120 тысяч хуту стали беженцами. Эти события рассматриваются как геноцид. В 1974 году была принята новая конституция, но уже в 1976 году Мичомберо был свергнут Жаном-Батистом Багазой, создавшим Верховный революционный совет. Он провёл экономические реформы и ограничил деятельность церкви. В 1980 году власть перешла к Центральному комитету УПРОНА, а в 1984 году Багаза был переизбран президентом.
3 сентября 1987 года произошёл бескровный переворот, и к власти пришёл майор Пьер Буйоя. В 1988 году он предоставил хуту большинство мест в правительстве после этнических столкновений. 1 июня 1993 года состоялись первые демократические выборы президента, на которых победил хуту Мельхиор Ндадайе, но уже в октябре он был убит в результате попытки переворота, что привело к гражданской войне. В феврале 1994 года президентом стал Сиприен Нтарьямира, погибший в апреле в авиакатастрофе с президентом Руанды, что вызвало новую волну насилия. 25 июля 1996 года произошёл очередной военный переворот, и Буйоя вернулся к власти. Он назначил премьер-министром хуту Паскаля Ндимиру. УПРОНА снова стал единственной партией, но уже в сентябре запрет на деятельность политических партий был снят. Международное сообщество осудило переворот и ввело санкции. 6 июня 1998 года была принята временная конституция, восстановившая парламент, но Буйоя остался у власти в качестве главы государства и правительства.
Президент начал переговоры с оппозицией, и в 2000 году было достигнуто согласие по основным вопросам, а 23 июля 2001 года — подписано соглашение об основных принципах политического устройства, на основании которого 28 октября 2001 года Национальное собрание утвердило новую временную конституцию. Буйоя остался президентом, вице-президентом стал хуту Домисьен Ндайизейе, которому спустя 18 месяцев передали власть. В 2002—2003 годах велись переговоры с повстанцами, завершившиеся соглашением с Национальным советом защиты демократии — Силами в защиту демократии (КНДД—ФДД). Представители КНДД—ФДД вошли в коалиционное правительство. В 2004 году была принята новая конституция. В 2005 году КНДД—ФДД победил на муниципальных и парламентских выборах, а её лидер Пьер Нкурунзиза был избран президентом.
|            | Портрет              | Имя (годы жизни)                                                       | Полномочия      | Полномочия      | Партия                                                          | Выборы                                                                      | Наименование должности                                                                                         | Пр.           |
| Начало     | Портрет              | Имя (годы жизни)                                                       | Окончание       |                 | Партия                                                          | Выборы                                                                      | Наименование должности                                                                                         | Пр.           |
| ---------- | -------------------- | ---------------------------------------------------------------------- | --------------- | --------------- | --------------------------------------------------------------- | --------------------------------------------------------------------------- | --- | ------------- |
| 1          |                      | Мишель МичомбероТ (1940—1983) рунди и фр. Michel Micombero             | 28 ноября 1966  | 1 ноября 1976   | Союз за национальный прогресс                                   | [ комм. 6 ]                                                                 | Президент Республики рунди Umukuru w'Igihugu фр. Président de la République                                    | [ 15 ] [ 16 ] |
| —          |                      | Жан-Батист БагазаТ (1946—2016) рунди и фр. Jean-Baptiste Bagaza        | 2 ноября 1976   | 9 ноября 1976   | Союз за национальный прогресс                                   | [ комм. 6 ]                                                                 | Председатель Верховного революционного совета фр. Président du Conseil Suprême Révolutionnaire                 | [ 17 ] [ 18 ] |
| 2 (I—II)   | 9 ноября 1976        | Жан-Батист БагазаТ (1946—2016) рунди и фр. Jean-Baptiste Bagaza        | 3 сентября 1987 | [ комм. 8 ]     | Союз за национальный прогресс                                   | Президент Республики рунди Umukuru w'Igihugu фр. Président de la République | | [ 17 ] [ 18 ] |
| 2 (I—II)   | 9 ноября 1976        | Жан-Батист БагазаТ (1946—2016) рунди и фр. Jean-Baptiste Bagaza        | 3 сентября 1987 | 1984            | Союз за национальный прогресс                                   | Президент Республики рунди Umukuru w'Igihugu фр. Président de la République | | [ 17 ] [ 18 ] |
| —          |                      | Пьер БуйояТ (1949—2020) рунди и фр. Pierre Buyoya                      | 3 сентября 1987 | 9 сентября 1987 | Союз за национальный прогресс                                   | [ комм. 6 ]                                                                 | Председатель Военного комитета национального спасения фр. Président du Comité Militaire pour le Salut National | [ 19 ] [ 20 ] |
| 3 (I)      | 9 сентября 1987      | Пьер БуйояТ (1949—2020) рунди и фр. Pierre Buyoya                      | 10 июля 1993    | [ комм. 9 ]     | Союз за национальный прогресс                                   | Президент Республики рунди Umukuru w'Igihugu фр. Président de la République | | [ 19 ] [ 20 ] |
| 4          |                      | Мельхиор НдадайеХ (1953—1993) рунди и фр. Melchior Ndadaye             | 10 июля 1993    | 21 октября 1993 | Фронт за демократию в Бурунди                                   | Президент Республики рунди Umukuru w'Igihugu фр. Président de la République | 1993 | [ 21 ] [ 22 ] |
| —          |                      | Франсуа НгезеХ (1953—) рунди и фр. François Ngeze                      | 21 октября 1993 | 27 октября 1993 | Союз за национальный прогресс                                   | [ комм. 6 ]                                                                 | Председатель Национального совета общественного спасения фр. Président du Conseil National de Salut Public     | [ 23 ] [ 24 ] |
| и. о.      |                      | Сильви КинигиТ (1953—) рунди и фр. Sylvie Kinigi                       | 27 октября 1993 | 5 февраля 1994  | Союз за национальный прогресс                                   | [ комм. 11 ]                                                                | Премьер-министр фр. Premier Ministre                                                                           | [ 25 ] [ 26 ] |
| 5          |                      | Сиприен НтарьямираХ (1955—1994) рунди и фр. Cyprien Ntaryamira         | 5 февраля 1994  | 6 апреля 1994   | Фронт за демократию в Бурунди                                   | [ комм. 13 ]                                                                | Президент Республики рунди Umukuru w'Igihugu фр. Président de la République                                    | [ 27 ] [ 28 ] |
| и. о.      |                      | Сильвестр НтибантунганьяХ (1956—) рунди и фр. Sylvestre Ntibantunganya | 6 апреля 1994   | 1 октября 1994  | Фронт за демократию в Бурунди                                   | [ комм. 14 ]                                                                | Временный президент Республики фр. Président de la République ad intérim                                       | [ 29 ] [ 30 ] |
| 6          | 1 октября 1994       | Сильвестр НтибантунганьяХ (1956—) рунди и фр. Sylvestre Ntibantunganya | 25 июля 1996    | [ комм. 16 ]    | Фронт за демократию в Бурунди                                   | Президент Республики рунди Umukuru w'Igihugu фр. Président de la République | | [ 29 ] [ 30 ] |
| и. о.      |                      | Пьер БуйояТ (1949—2020) рунди и фр. Pierre Buyoya                      | 25 июля 1996    | 11 июня 1998    | Союз за национальный прогресс                                   | Президент Республики рунди Umukuru w'Igihugu фр. Président de la République | [ комм. 6 ] | [ 19 ] [ 20 ] |
| 3 (II—III) | 11 июня 1998         | Пьер БуйояТ (1949—2020) рунди и фр. Pierre Buyoya                      | 1 ноября 2001   | [ комм. 18 ]    | Союз за национальный прогресс                                   | Президент Республики рунди Umukuru w'Igihugu фр. Président de la République | | [ 19 ] [ 20 ] |
| 3 (II—III) | 1 ноября 2001        | Пьер БуйояТ (1949—2020) рунди и фр. Pierre Buyoya                      | 30 апреля 2003  | [ комм. 19 ]    | Союз за национальный прогресс                                   | Президент Республики рунди Umukuru w'Igihugu фр. Président de la République | | [ 19 ] [ 20 ] |
| 7          |                      | Домисьен НдайизейеХ (1951—) рунди и фр. Domitien Ndayizeye             | 30 апреля 2003  | 26 августа 2005 | Фронт за демократию в Бурунди                                   | Президент Республики рунди Umukuru w'Igihugu фр. Président de la République | [ комм. 20 ]                                                                                                   | [ 31 ] [ 32 ] |
| 8 (I—III)  |                      | Пьер НкурунзизаХ (1964—2020) рунди и фр. Pierre Nkurunziza             | 26 августа 2005 | 26 августа 2010 | Национальный совет защиты демократии — Силы в защиту демократии | Президент Республики рунди Umukuru w'Igihugu фр. Président de la République | 2005 | [ 33 ] [ 34 ] |
| 8 (I—III)  | 26 августа 2010      | Пьер НкурунзизаХ (1964—2020) рунди и фр. Pierre Nkurunziza             | 20 августа 2015 | 2010            | Национальный совет защиты демократии — Силы в защиту демократии | Президент Республики рунди Umukuru w'Igihugu фр. Président de la République | | [ 33 ] [ 34 ] |
| 8 (I—III)  | 20 августа 2015      | Пьер НкурунзизаХ (1964—2020) рунди и фр. Pierre Nkurunziza             | 8 июня 2020     | 2015            | Национальный совет защиты демократии — Силы в защиту демократии | Президент Республики рунди Umukuru w'Igihugu фр. Président de la République | | [ 33 ] [ 34 ] |
| и. о.      |                      | Паскаль НьябендаХ (1966—) рунди и фр. Pascal Nyabenda                  | 8 июня 2020     | 18 июня 2020    | Национальный совет защиты демократии — Силы в защиту демократии | [ комм. 22 ]                                                                | Председатель Национального собрания рунди Umukuru w'Inama Nshingamateka фр. Président de l’Assemblée Nationale | [ 35 ] [ 36 ] |
| и. о.      | полномочия не принял | Паскаль НьябендаХ (1966—) рунди и фр. Pascal Nyabenda                  |                 |                 | Национальный совет защиты демократии — Силы в защиту демократии | [ комм. 22 ]                                                                | Председатель Национального собрания рунди Umukuru w'Inama Nshingamateka фр. Président de l’Assemblée Nationale | [ 35 ] [ 36 ] |
| 9          |                      | Эварист НдайишимийеХ (1968—) рунди и фр. Évariste Ndayishimiye         | 18 июня 2020    | действующий     | Национальный совет защиты демократии — Силы в защиту демократии | 2020                                                                        | Президент Республики рунди Umukuru w'Igihugu фр. Président de la République                                    | [ 37 ] [ 38 ] |